# 煎餅帽

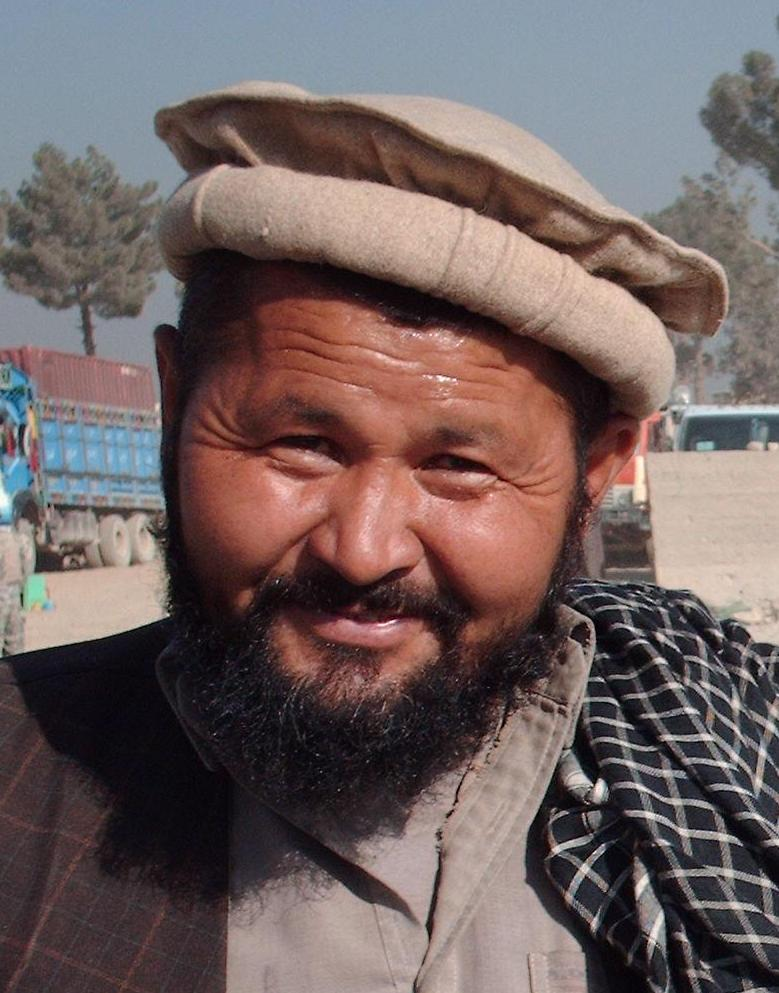
一名配戴煎餅帽的男子

煎餅帽（科瓦語：پکول‎，普什圖語：‎，波斯語：‎，巴尔蒂语：بروقپی نتینگ）又名奇特拉里帽，是一種圓形平頂，男性佩戴的軟式帽子，典型的煎餅帽使用羊毛製成，它的外觀大多樸素，主要的顏色多為：褐色、黑色、灰色、象牙色或使用染料染成紅色。煎餅帽的帽名最早源自科瓦語，其在科瓦語中的名稱為科波爾帽，原意即是帽子。
有關於煎餅帽的起源尚有爭議，部分理論主張帽子可能發源自東南歐古馬其頓人的考西亞帽，但大部分的歷史學家和民族學家在研究後取得共識，認為煎餅帽應當起源於奇特拉爾一帶。數世紀以來，羊毛製成的帽子一直是當地居民奇特拉爾人主要配戴的服飾。煎餅帽的生產以巴基斯坦的奇特拉爾地區為大宗，而在吉尔吉特-巴尔蒂斯坦或阿富汗也普遍可見塔吉克族、努里斯坦人或普什圖人等不同民族的男性配戴，努里斯坦省為奇特拉爾煎餅帽外銷的主要進口地區。